# チャイルド・スポンサーシップ
チャイルド・スポンサーシップ（英: Child Sponsorship）は、経済的に豊かな国に住む個人や団体が、社会基盤や経済が不安定な国、地域に住む子供やその子供の家族、地域を支援する国際協力のあり方の一つである。
主に国際協力民間援助団体が募集・運営を行っている。「チャイルド・スポンサーシップ」は英語では一般用語であるが、日本ではワールド・ビジョン・ジャパンの登録商標である。日本ではまだ統一した訳語は存在せず、「スポンサーシップ」や「世界里親」「精神里親」などの用語が用いられる。この項目では、一般用語としてのチャイルド・スポンサーシップについて述べる。

## 形態
- 子供（チャイルド）の支援を行うスポンサーが、毎月一定額の支援金や会費を払うことにより、子供、および子供の住む地域への支援が行われる。子供の成長と関わってゆくために、支援は数年に渡ることを前提としていることが多い。

- スポンサーには、特定の子供（チャイルド）の写真、名前などが記載されたプロフィールや、その子供の住む地域のプロフィールが送られてくる。

- スポンサーから支援をしている子供（チャイルド）に手紙を書くことができる。またスポンサーには、子供からの手紙や、成長の記録等が送られてくる。運営を行っている団体によっては、支援をする子供を訪問することも可能である。

- スポンサーに特定の子供（チャイルド）のプロフィールが送られていても、支援金や会費はその子供のために使われるのでなく、その子供の家族や地域の自立のためにも用いられている場合が多い。運営している団体によって、受け取った支援金/会費が使われる範囲（子供のみ、子供のすむ地域全体、その国全体）、内容（就学支援、保健衛生、職業訓練、人権等）は大きく異なる。支援の詳細は募集要項に明記されていることが多い。

## 子供へのスポンサーシップ・プログラムを行っている主な団体
- 公益社団法人 セーブ・ザ・チルドレン・ジャパン - チャイルドリンク
- 公益財団法人 日本フォスター・プラン協会（プラン・ジャパン）- プラン・スポンサーシップ
- 特定非営利活動法人 ワールド・ビジョン・ジャパン - チャイルド・スポンサーシップ
- 特定非営利活動法人 チャイルド・ファンド・ジャパン（旧 社団法人 基督教児童福祉会国際精神里親運動部） - スポンサーシップ・プログラム
- ハンガーゼロ(一般財団法人日本国際飢餓対策機構)- チャイルドサポーター
- 特定非営利活動法人 グッドネーバーズ・ジャパン - 子供サポーター